# Emiliano Insúa
Emiliano (Emilio) Adrian Insúa Zapata (7 januari 1989) is een Argentijnse voetballer die doorgaans als linksback speelt. Hij verruilde Atlético Madrid in juli 2015 voor VfB Stuttgart. Insúa debuteerde in 2009 in het Argentijns voetbalelftal.

## Carrière
Insúa begon met voetballen bij Pinochio. Vandaaruit werd hij opgenomen in de jeugdopleiding van Boca Juniors. Hier haalde hij het eerste elftal niet. De club verhuurde Insúa achttien maanden aan Liverpool FC. Hij maakte hiervoor op 28 april 2007 zijn debuut in het betaald voetbal, tegen Portsmouth. Doordat hij uitgeleend was aan Liverpool ging Gabriel Paletta naar Boca Juniors. Na zijn debuut speelde Insúa nog één wedstrijd in het eerste voor Liverpool hem definitief overnam. Het seizoen daarna speelde hij drie competitiewedstrijden in het eerste en de meerderheid van de tijd in het tweede team van Liverpool, op dat moment actief in de Premier Reserve League. In de seizoenen erna kwam Insúa tijdens tien en 31 competitiewedstrijden in actie. Ook debuteerde hij in het seizoen 2009/10 in de UEFA Champions League. Liverpool verhuurde hem gedurende het seizoen 2010/2011 aan Galatasaray SK.
Op 27 augustus 2011 tekende Insúa een vijfjarig contract bij Sporting Clube de Portugal. Op 15 september 2011 debuteerde hij voor zijn nieuwe club, in de Europa League tegen FC Zürich. Hij scoorde meteen bij zijn debuut. In de competitie kwam hij in anderhalf jaar 37 keer in actie.
Op 25 januari 2013 tekende Insúa een contract tot juni 2016 bij Atlético Madrid. Sporting Lissabon ontving 3,5 miljoen euro voor de Argentijn. Insúa speelde bij Atlético in drie jaar negen competitiewedstrijden. Op deze manier werd hij in 2014 wel Spaans landskampioen met de ploeg en voegde hij dat jaar vier wedstrijden in de Champions League toe aan zijn palmares.
Insúa tekende in juli 2015 bij VfB Stuttgart, de nummer veertien van de Bundesliga in het voorgaande seizoen. Hij werd er direct een vaste kracht. Na een degradatie aan het einde van het seizoen 2015/16, volgde een jaar later een kampioenschap in de 2. Bundesliga. Zijn ploeggenoten degradeerden na het seizoen 2018/19 opnieuw.

## Interlandcarrière
Insúa speelde met het Argentinië –20 drie wedstrijden op het Zuid-Amerikaanse –20 kampioenschap en eindigde daarop met Argentinië als tweede. Op het WK onder de 20 werd hij eerste door op 22 juli 2007 met zijn team Tsjechië te verslaan.

## Erelijst
| Competitie                |                 |                 |                 |                 |
| Competitie                | Aantal          | Jaren           |                 |                 |
| Atlético Madrid           | Atlético Madrid | Atlético Madrid | Atlético Madrid | Atlético Madrid |
| ------------------------- | --------------- | --------------- | --------------- | --------------- |
| Kampioen Primera División | 1x              | 2013/14         |                 |                 |
| VfB Stuttgart             |                 |                 |                 |                 |
| Kampioen 2. Bundesliga    | 1x              | 2016/17         |                 |                 |
| Argentinië –20            |                 |                 |                 |                 |
| Wereldkampioen –20        | 1x              | 2007            |                 |                 |